# 9. oktober
9. oktober je 282. dan leta (283. v prestopnih letih) v gregorijanskem koledarju. Ostaja še 83 dni.

## Dogodki
- 1604 – v ozvezdju Kačenosca opazijo supernovo SN 1604
- 1651 – Oliver Cromwell izda t. i. navigacijske akte, ki privilegirajo angleško trgovsko mornarico
- 1914 – Nemci zavzamejo Antwerpen; vlada Belgije se preseli v Ostend
- 1916 – začetek osme soške bitke (konec 12. oktobra 1916)
- 1941 – zrušitev pronemškega režima v Panami
- 1942 – Rdeča armada odstrani naziv in funkcije političnih komisarjev
- 1943 – v Kočevju se prične sodni proces proti ujetim četnikom in pripadnikom vaških straž
- 1944 – začetek moskovske konference
- 1963 – voda zaradi plazu preplavi jez Vajont v severovzhodni Italiji in povzroči smrt okrog 2000 ljudi
- 2003 – Ustanovitev Krajinskega parka Goričko - krajinski park treh dežel: Slovenije, Avstrije in Madžarske

## Rojstva
- 1049 – Seondžong, 13. korejski kralj dinastije Gorjeo († 1094)
- 1201 – Robert de Sorbon, francoski teolog († 1274)
- 1261 – Denis Portugalski, portugalski kralj, pisatelj, pesnik, skladatelj († 1325)
- 1269 – Ludvik III., vojvoda Spodnje Bavarske († 1296)
- 1328 – Peter I. Lusignanski, ciprski kralj († 1369)
- 1704 – Johann Andreas von Segner, nemški fizik, matematik († 1777)
- 1757 – Karel X., francoski kralj († 1836)
- 1788 – Jožef Košič, slovenski porabski pisatelj, pesnik, etnolog, zgodovinar in katoliški duhovnik († 1867)
- 1835 – Charles Camille Saint-Saëns, francoski skladatelj († 1921)
- 1852 – Hermann Emil Fischer, nemški kemik, nobelovec 1902 († 1919)
- 1857 – Ivo Vojnović, hrvaški književnik († 1929)
- 1859 – Alfred Dreyfus, francoski častnik judovskega rodu († 1935)
- 1888 – Nikolaj Ivanovič Buharin, ruski komunistični voditelj, ekonomist († 1938)
- 1892 – Ivo Andrić, srbski pisatelj, nobelovec 1961 († 1975)
- 1908 – Jacques Tati, francoski filmski režiser († 1982)
- 1933 – sir Peter Mansfield, angleški zdravnik, nobelovec 2003
- 1940 – John Lennon, angleški glasbenik († 1980)
- 1944 – Peter Tosh, jamajški pevec reggaeja, kitarist, glasbenik († 1987)
- 1959 – Boris Nemtsov, ruski politik († 2015)
- 1961 – Miran Zupanič, slovenski scenarist in režiser
- 1981 – Urška Žolnir, slovenska judoistka

## Smrti
- 1047 – papež Klemen II.
- 1194 – Godfrej Hohenstaufen, oglejski patriarh
- 1212 – Filip I., markiz Namurja (* 1175)
- 1253 – Robert Grosseteste, angleški učenjak, filozof, škof Lincolna  (* 1175)
- 1267 – Oton III., brandenburški mejni grof (* 1215)
- 1273 – Elizabeta Bavarska, nemška kraljica (* 1227)
- 1296 – Ludvik III., vojvoda Spodnje Bavarske (* 1269)
- 1390 – Ivan I., kastiljski kralj (* 1358)
- 1435 – Paweł Włodkowic, poljski pravnik (* 1370)
- 1459 – Stefan Branković, srbski despot (* okoli 1417)
- 1562 – Gabriello Fallopio, italijanski anatom (* 1523)
- 1806 – Benjamin Banneker, afriško ameriški astronom, matematik, urar, izumitelj, pisatelj, založnik (* 1731)
- 1841 – Karl Friedrich Schinkel, nemški arhitekt, slikar (* 1781)
- 1857 – Josef Ressel, češki gozdar, izumitelj (* 1793)
- 1918 – Raymond Duchamp-Villon, francoski kipar (* 1876)
- 1925 – Hugo Preuss, nemški politik, pravnik (* 1860)
- 1934 – Aleksander I. Karađorđević, kralj Kraljevine Jugoslavije, umre v atentatu v Marseilleju (* 1888)
- 1943 – Pieter Zeeman, nizozemski fizik, nobelovec 1902 (* 1865)
- 1950 – Nicolai Hartmann, nemški filozof (* 1882)
- 1958 – Pij XII., papež italijanskega rodu (* 1876)
- 1962 – Milan Vidmar, slovenski elektrotehnik, šahist, filozof, pisatelj (* 1885)
- 1967 – Che Guevara, argentinski zdravnik, revolucionar (* 1928)
- 1967 – André Maurois, francoski pisatelj (* 1885)
- 1974 – Oskar Schindler, nemški industrialec (* 1908)
- 1978 – Jacques Brel, belgijsko-francoski pevec (* 1929)
- 1988 – Felix Wankel, nemški izumitelj (* 1902)
- 1995 – Alexander Frederick Douglas-Home, britanski predsednik vlade (* 1903)
- 2000 – Charles Hartshorne, ameriški filozof in teolog (* 1897)
- 2019 – Anton Ožinger, slovenski duhovnik, zgodovinar, arhivar in profesor (* 1943)

## Prazniki in obredi
- svetovni dan pošte
- Bremenski Freimarkt: cesar Konrad II. podari mestu Bremnu pravico do sejma na ta dan, danes pa je vsako leto 17 dni zadnja dva tedna v oktobru.